# Cembre
CEMBRE S.p.A. è un'azienda Italiana attiva nel campo della connessione elettrica; è leader in Italia nei settori dei connettori elettrici e delle attrezzature per la loro installazione; è il primo produttore in Europa e tra i principali produttori mondiali di attrezzature per l'installazione di connettori elettrici di potenza.
Produce inoltre altre linee di prodotto quali: pressacavi, segnafili e prodotti per la marcatura di cavi  di componenti elettrici e stampanti a trasferimento termico, macchine ed attrezzature per il settore ferroviario.
CEMBRE è quotata sul listino di Borsa Italiana, a seguito del collocamento sul mercato del 1995, dove è presente negli indici FTSE Italia STAR e FTSE Italia Small Cap.

## Storia
CEMBRE (acronimo di Costruzioni Elettro-meccaniche Bresciane) viene fondata nel marzo del 1969 a Brescia dall'Ing. Carlo Rosani.
Il 1977 segna l'inizio dell'attività nel nuovo sito di Via Serenissima.
Nel 1986 si costituisce la filiale CEMBRE Ltd. a Coleshill, Birmingham, Regno Unito, mentre nel 1988 nasce Cembre S.a.r.l. a Bagneaux, Parigi, Francia.
Nel 1992 Loyd's Register rilascia a CEMBRE S.p.A. la Certificazione del Sistema di Qualità secondo ISO 9001 per la progettazione, produzione, commercializzazione di connettori elettrici ed utensili ed assistenza post vendita.
Nel 1994 si costituisce la nuova filiale “CEMBRE España SL.” a Madrid, Spagna.
Segue nel 1995 la Costituzione di CEMBRE AS a Stokke, Norvegia e nel 1997 di CEMBRE GmbH a Monaco di Baviera, Germania.
È anche l'anno dell'ingresso di CEMBRE in borsa, IPO e quotazione sul mercato telematico di Borsa Valori di Milano con la sigla CEM.
Il 1999 vede l'acquisizione di OELMA s.r.l. società attiva nella produzione e commercializzazione di pressacavi e materiale elettrico in genere e si costituisce CEMBRE Inc. a Edison, New Jersey, Stati Uniti d'America.
Nel 2001 CEMBRE entra nell'indice FTSE Italia STAR, la cui sigla STAR è acronimo di segmento Titoli con Alti Requisiti, del Mercato MTA di Borsa Italiana.
Nel 2002 viene acquisita General Marking S.r.l., per la produzione di segnafili e prodotti per la marcatura di cavi e componenti elettrici.
Nel 2008 CEMBRE adotta il nuovo ERP SAP e prende la certificazione del Sistema di Gestione Ambientale secondo ISO 14001:2004.
Nel 2012 certifica il Sistema di gestione per la Salute e la Sicurezza dei lavoratori secondo OHSAS 18001:2007. Nello stesso anno, viene messo in funzione il nuovo magazzino automatizzato e viene definita l'incorporazione della società General Marking S.r.l. in CEMBRE S.p.A..
Nel 2018 viene acquisita IKUMA GmbH & Co. KG, società attiva sul mercato tedesco nel settore del materiale elettrico.
Nel 2019 CEMBRE festeggia i suoi primi 50 anni e nell'anno successivo 2020 punta al restyling di logo e brand identity.
Nel 2021 sigla l’accordo per l’ampliamento dell’area produttiva di altri 15.000 m².
Nel 2024 realizza il nuovo Autostore nel Regno Unito che può vantare 15.000 contenitori nel proprio magazzino automatico, pensati per velocizzare le consegne e i processi logistici. Inoltre annuncia l'apertura di due filiali commerciali: Shanghai in Cina e Eindhoven nei Paesi Bassi.

## Gruppo CEMBRE
Alla capogruppo con sede a Brescia si affiancano sei società controllate, di cui sei commerciali
- CEMBRE S.a.r.l. (Parigi, Francia),
- CEMBRE SLU (Madrid, Spagna),
- CEMBRE GmbH (Monaco di Baviera e Stoccarda, Germania),
- CEMBRE Inc. (Edison, New Jersey, Stati Uniti d'America)
- CEMBRE B.V. (Eindhoven, Paesi Bassi)
- Cembre Electrical Connections Shanghai Ltd. (Shanghai, Cina)

e una produttiva e commerciale
- CEMBRE Ltd. (Birmingham, Regno Unito)

La sede di Brescia, con uffici, stabilimento, magazzini, laboratori e servizi, si sviluppa su una superficie coperta di ca. 60.000 m², inserita in un'area di oltre 121.000 m².
In Italia CEMBRE S.p.A. vanta una rete distributiva capillare, con uffici a Milano, Torino, Padova, Bologna, Firenze, Palermo e Centro sud.

## Riconoscimenti
Nel 1999 i contatti alla rotaia CEMBRE tipo AR60 vengono installati in tutta la lunghezza dell'Euro Tunnel (Tunnel della Manica) ed in entrambi i terminali Inglese e Francese.
Nel 2009 l'avvitatore CEMBRE NR-11P è utilizzato dall'ente Ferroviario Cinese con ottimi risultati sulla Ferrovia del Qingzang, ad altitudini vicine ai 5.000 m.
Nel 2012 CEMBRE GmbH è insignita da Deutsche Bahn del premio “Fornitore dell'anno 2012”, categoria speciale “per lo sviluppo di connettori adatti all'utilizzo su cavi di nuova generazione”.
Nel 2018, in seguito al risultato di indagine di Statista, Panorama riconosce CEMBRE tra le 400 aziende dove si lavora meglio in Italia.
Nel 2021 ottiene il riconoscimento de il Sole 24 ore "Leader della sostenibilità 2021"
Nel 2022 conferma il riconoscimento de il Sole 24 ore "Leader della sostenibilità 2022"
Nel 2022 ottiene il riconoscimento gold "Ecovadis Sustainability rating 2022" 
Nel 2023 riconferma il riconoscimento de il Sole 24 ore "Leader della sostenibilità 2023"
Nel 2024 riconferma il riconoscimento de il Sole 24 ore "Leader della sostenibilità 2024"

## Azionariato
L'azionariato comunicato alla Consob è il seguente:
- Lysne: 51,57%
- Sara Rosani: 8,65%
- Giovanni Rosani: 8,53%
- Anna Maria Onofri: 0,70%
- Altri azionisti: 30,55%